# Алыш (Нарынская область)
Алыш (кирг. Алыш) — село в Нарынском районе Нарынской области Кыргызстана. Входит в состав Дебелинского айылного аймака.

## География
Село расположено в центральной части области, в высокогорной зоне, на левом берегу реки Нарын, на расстоянии приблизительно 11 километров (по прямой) к востоку от города Нарын, административного центра области и района. Абсолютная высота — 2154 метра над уровнем моря.

## Население
Согласно оценочным данным Национального статистического комитета Кыргызской Республики, численность населения села на начало 2023 года составляла 532 человека.
| год     | 2009 | 2014 | 2015 | 2020 | 2021 | 2023 |
| ------- | ---- | ---- | ---- | ---- | ---- | ---- |
| человек | 402  | 407  | 435  | 520  | 525  | 532  |